# Noyelles-sous-Lens
Noyelles-sous-Lens település Franciaországban, Pas-de-Calais megyében. Lakosainak száma 6757 fő (2022. január 1.). Noyelles-sous-Lens Fouquières-lès-Lens, Harnes, Loison-sous-Lens és Sallaumines községekkel határos.

## Népesség
A település népességének változása:
| Lakosok száma | 6796 | 6750 | 6697 | 6561 | 6646 | 6632 | 6590 | 6659 | 6757 |
|               | 2013 | 2015 | 2016 | 2017 | 2018 | 2019 | 2020 | 2021 | 2022 |